# Harry Donnan
Henry Donnan (bekannt als Harry Donnan; * 12. November 1864 in Liverpool, Australien; † 13. August 1956 in Bexton, Australien) war ein australischer Cricketspieler, der zwischen 1892 und 1896 für die australische Nationalmannschaft spielte.

## Aktive Karriere
Donnan gab sein First-Class-Debüt für New South Wales in der Saison 1887/88. Sein Debüt in der Nationalmannschaft folgte im Januar 1892 beim Test gegen England in Melbourne. Er spielte noch einen weiteren Test bei der Tour, bei dem er erst spät in die Mannschaft rutschte, konnte jedoch auch dort nicht herausstechen. Nachdem er in der Saison 1895/96 im heimischen Cricket überzeugen konnte, wurde er für die Saison 1896 noch ein Mal für eine Tour nominiert, als das australische Team nach England reiste. Er spielte in allen drei Tests, seine beste Leistung waren jedoch lediglich 15 Runs im zweiten Test. In den Tour-Matches der Tour war er dann erfolgreicher und konnte unter anderem gegen Derbyshire ein Century über 167 Runs erreichen. Im Jahr 1901 absolvierte er dann sein letztes First-Class-Spiel.

## Nach der aktiven Karriere
Er arbeitete für die Colonial Sugar Refining Company, bis er nach 42 Jahren im Jahr 1923 in Pension ging. Er lebte danach noch weitere 33 Jahre, bis er 1956 verstarb.

## Spieltechnik
Donnan war kein kraftvoller Spieler und musste daher mit seinem Timing punkten anstatt mit Kraft.